# Polynema triscia
Polynema triscia är en stekelart som beskrevs av Perkins 1910. Polynema triscia ingår i släktet Polynema och familjen dvärgsteklar. Inga underarter finns listade i Catalogue of Life.